# Kremlin Cup 2021
La Kremlin Cup 2021, anche conosciuto come VTB Kremlin Cup per motivi di sponsorizzazione, è stato un torneo di tennis giocato sul cemento indoor. È stata la 31ª edizione del torneo maschile, che fa parte della categoria ATP Tour 250 nell'ambito dell'ATP Tour 2021, e la 25ª del torneo femminile, che fa parte della categoria WTA 500 nell'ambito del WTA Tour 2021. Il torneo si è giocato negli impianti limitrofi Irina Viner-Usmanova Gymnastics Palace e Palazzo dello sport Lužniki di Mosca, in Russia, dal 18 al 24 ottobre 2021.

## Partecipanti ATP

### Teste di serie
| Nazionalità | Giocatore        | Ranking* | Testa di serie |
| ----------- | ---------------- | -------- | -------------- |
| Russia      | Andrej Rublëv    | 5        | 1              |
| Russia      | Aslan Karacev    | 23       | 2              |
| Russia      | Karen Chačanov   | 29       | 3              |
| Kazakistan  | Aleksandr Bublik | 34       | 4              |
| Serbia      | Filip Krajinović | 37       | 5              |
| Croazia     | Marin Čilić      | 41       | 6              |
| Bielorussia | Il'ja Ivaška     | 45       | 7              |
| Serbia      | Laslo Đere       | 47       | 8              |

* Ranking al 4 ottobre 2021.

### Altri partecipanti
I seguenti giocatori hanno ricevuto una wildcard per il tabellone principale:
- Evgenij Donskoj
- Alibek Kačmazov
- Roman Safiullin

I seguenti giocatori sono entrati in tabellone con il ranking protetto:
- Guido Pella
- Gilles Simon

I seguenti giocatori sono passati dalle qualificazioni:

- Damir Džumhur
- Jahor Herasimaŭ
- Borna Gojo
- Illja Marčenko

Il seguente giocatore è entrato in tabellone come lucky loser:
- Ričardas Berankis

### Ritiri
Prima del torneo
- Pablo Andújar → sostituito da  Federico Coria
- Il'ja Ivaška → sostituito da  Ričardas Berankis
- Sebastian Korda → sostituito da  Gilles Simon
- Daniil Medvedev → sostituito da  Mikael Ymer

## Partecipanti WTA

### Teste di serie
| Nazionalità | Giocatrice               | Ranking* | Testa di serie |
| ----------- | ------------------------ | -------- | -------------- |
| Bielorussia | Aryna Sabalenka          | 2        | 1              |
| Spagna      | Garbiñe Muguruza         | 6        | 2              |
| Grecia      | Maria Sakkarī            | 9        | 3              |
| Russia      | Anastasija Pavljučenkova | 13       | 4              |
| Tunisia     | Ons Jabeur               | 14       | 5              |
| Germania    | Angelique Kerber         | 15       | 6              |
| Kazakistan  | Elena Rybakina           | 16       | 7              |
| Romania     | Simona Halep             | 17       | 8              |
| Estonia     | Anett Kontaveit          | 20       | 9              |

* Ranking al 4 ottobre 2021.

### Altre partecipanti
Le seguenti giocatrici hanno ricevuto una wildcard per il tabellone principale:
- Simona Halep
- Anett Kontaveit
- Anastasija Potapova
- Aryna Sabalenka

Le seguenti giocatrici sono passate dalle qualificazioni:

- Anna Kalinskaja
- Aleksandra Krunić
- Bernarda Pera
- Oksana Selechmet'eva
- Lesja Curenko
- Zheng Qinwen

Il seguente giocatore è entrato in tabellone come lucky loser:
- Irina Maria Bara

### Ritiri
Prima del torneo
- Bianca Andreescu → sostituita da  Anhelina Kalinina
- Paula Badosa → sostituita da  Andrea Petković
- Belinda Bencic → sostituita da  Dajana Jastrems'ka
- Danielle Collins → sostituita da  Markéta Vondroušová
- Angelique Kerber  → sostituita da  Irina Maria Bara
- Petra Martić → sostituita da  Kateřina Siniaková
- Elise Mertens → sostituita da  Ljudmila Samsonova
- Emma Raducanu → sostituita da  Tereza Martincová

## Campioni

### Singolare maschile
Aslan Karacev ha sconfitto in finale  Marin Čilić con il punteggio di 6–2, 6–4.

### Singolare femminile
Anett Kontaveit ha sconfitto in finale  Ekaterina Aleksandrova con il punteggio di 4–6, 6–4, 7–5.
- È il quarto titolo in carriera per la Kontaveit, il terzo della stagione.

### Doppio maschile
Harri Heliövaara /  Matwé Middelkoop hanno sconfitto in finale  Tomislav Brkić /  Nikola Ćaćić con il punteggio di 7–5, 4–6, [11–9].

### Doppio femminile
Jeļena Ostapenko /  Kateřina Siniaková hanno sconfitto in finale  Nadežda Kičenok /  Ioana Raluca Olaru con il punteggio di 6–2, 4–6, [10–8]